# Mazda Kabura
Der Mazda Kabura ist ein Konzeptfahrzeug, das der japanische Automobilhersteller Mazda 2006 vorgestellt hat.

## Überblick
Der Kabura wurde 2006 auf der North American International Auto Show eingeführt und ist ein kleiner Sportwagen, der Styling und Technologien künftiger Serienmodelle darstellen soll. Er wurde bei Mazda of North America in Irvine (Kalifornien) von Franz von Holzhausen konstruiert, der auch schon den Audi TT und den Pontiac Solstice entworfen hatte.
Der Kabura besitzt einen Frontmotor und Hinterradantrieb wie der MX-5 und RX-8 sowie konstruktive Anklänge an den RX-8 und den eingestellten MX-3. Anstatt der typischen 2+2-Auslegung bietet der Kabura ein unübliches 3+1-Arrangement, was ihm gegenüber einem klassischen Coupé mehr Platz für die Mitfahrer verleiht, ohne Größe oder Gewicht zu steigern. Alle Sitze der Mitfahrer können umgelegt werden, um zusätzlichen Platz für Gepäck zu schaffen.
Der Name Kabura leitet sich vom japanischen kabura-ya, einem Pfeil, der beim Flug ein heulendes Geräusch abgibt, und der in mittelalterlichen Schlachten in Japan als Signal zum Beginn der Schlacht eingesetzt wurde. Dieser „erste Pfeil der Schlacht“ soll Mazdas Verfolgung einzigartiger Stylingthemen und Technologien – wie den Wankelmotor – darstellen. Der Kabura zeigt das erste kompakte Coupé des 21. Jahrhunderts von Mazda. Mazda hat nicht angekündigt, den Kabura in Serie bauen zu wollen, aber seine Konstruktion zeigt viele Details, die Mazda bei einem kleinen Seriencoupé einsetzen könnte. Eine der Intentionen des Kabura ist das Zeigen einer möglichen Stilrichtung für zukünftige Modelle.
Die Hinterräder des Kabura werden von einer 2,0 l-Version des Mazda-MZR-DOHC-Motors mit 16 Ventilen angetrieben. Der Wagen hat vorne Reifen vom Typ Bridgestone Potenza, Größe 245/35R19, und hinten solche der Größe 245/35R20. Das Konzeptfahrzeug wurde mit vielen Fahrwerkskomponenten des MX-5, seine Grundabmessungen liegen aber zwischen dem MX-3 und dem RX-8.

### Außenhaut
Das Äußere des Kabura wird als breite und kräftige Stellung mit betonten Radläufen und glatten Flächen als Reminiszenz an klassische Coupés beschrieben. Die Windschutzscheibe und der vordere Teil des Daches bilden eine rahmenlose Glasfläche, die sich von der Spritzwand bis zu den B-Säulen erstreckt. Die Tönung der über Kopf angeordneten Teile dieser Glasfläche kann vom Fahrer mit einem Drehknopf von glasklar bis vollkommen opak eingestellt werden.
Hinter den B-Säulen befindet sich eine zweiteilige, gläserne Heckklappe. Ihr oberer Teil liegt normalerweise flach. Wird er durch einen Elektromotor aufgestellt, dient er als Dachspoiler, zieht gleichzeitig Luft aus dem Innenraum und vergrößert den Kopfraum für die Rücksitzpassagiere. Integrierte Solarzellen tragen zur Senkung der Innenraumtemperatur bei und laden auch eine Batterie für Servoantriebe. Die größere Glasklappe ist seitlich angeschlagen und gewährt Zugang zum Kofferraum des Kabura. 

### Innenraum
Die unübliche 3+1-Auslegung des Innenraums soll komfortable Sitzplätze für ein oder zwei Mitfahrer rechts neben dem Fahrer bieten, wobei der vierte „Klappsitz“ hinter dem Fahrer nur bei Bedarf genutzt wird. 
Die Fahrertür gewährt den Zugang zum Fahrerplatz und dem hinteren Klappsitz. Die andere Seite des Wagens ist asymmetrisch gestaltet. Das Handschuhfach ist entfallen und die Instrumentierung so klein wie möglich gehalten, sodass der Beifahrersitz ca. 15 cm weiter vorne als der Fahrersitz angeordnet ist. So hat der zweite Mitfahrer, der hinter dem Beifahrer sitzt, etwa den gleichen Raum für Beine, Schultern und Kopf wie der Beifahrer. Der Kabura hat eine zweite Halbtüre hinter der Beifahrertüre, die den Einstieg des zweiten Mitfahrers erleichtert. Nach dem Öffnen der Beifahrertüre kann die hintere Halbtüre mit einem Schalter in den hinteren Kotflügel gefahren werden, anstatt nach außen zu klappen. 
Die Inneneinrichtung des Kabura-Konzeptfahrzeuges ist mit regeneriertem Ledersubstrat bezogen, das hauptsächlich aus Industrieabfällen aus der Fertigung von Sportschuhen der Marke Nike stammt.

### Technische Daten
- Länge: 4050 mm
- Breite:  1780 mm
- Höhe: 1280 mm
- Radstand: 2550 mm
- Sitzplätze: vier (3+1 Sitze)
- Motor: MZR 2.0 Liter DOHC 16-Ventil mit 150 PS (110 kW)
- Getriebe: Sechsgang, manuell
- Radaufhängung vorne/hinten: Doppelter Querlenker/Mehrlenker
- Vorderreifen: 245/35 R19
- Hinterreifen: 245/35 R20